# رپابلیک اکسپرس ایرلاینز
رپابلیک اکسپرس ایرلاینز (به انگلیسی: Republic Express Airlines) یک شرکت هواپیمایی با کد یاتا RH است که در تاریخ ۲۰۰۱ میلادی تأسیس شده است. دفتر مرکزی رپابلیک اکسپرس ایرلاینز در جاکارتا، اندونزی واقع شده‌است و به ۶ مقصد، پرواز مستقیم انجام می‌دهد.